# Cape Canaveral Space Force Station Lanceercomplex 36

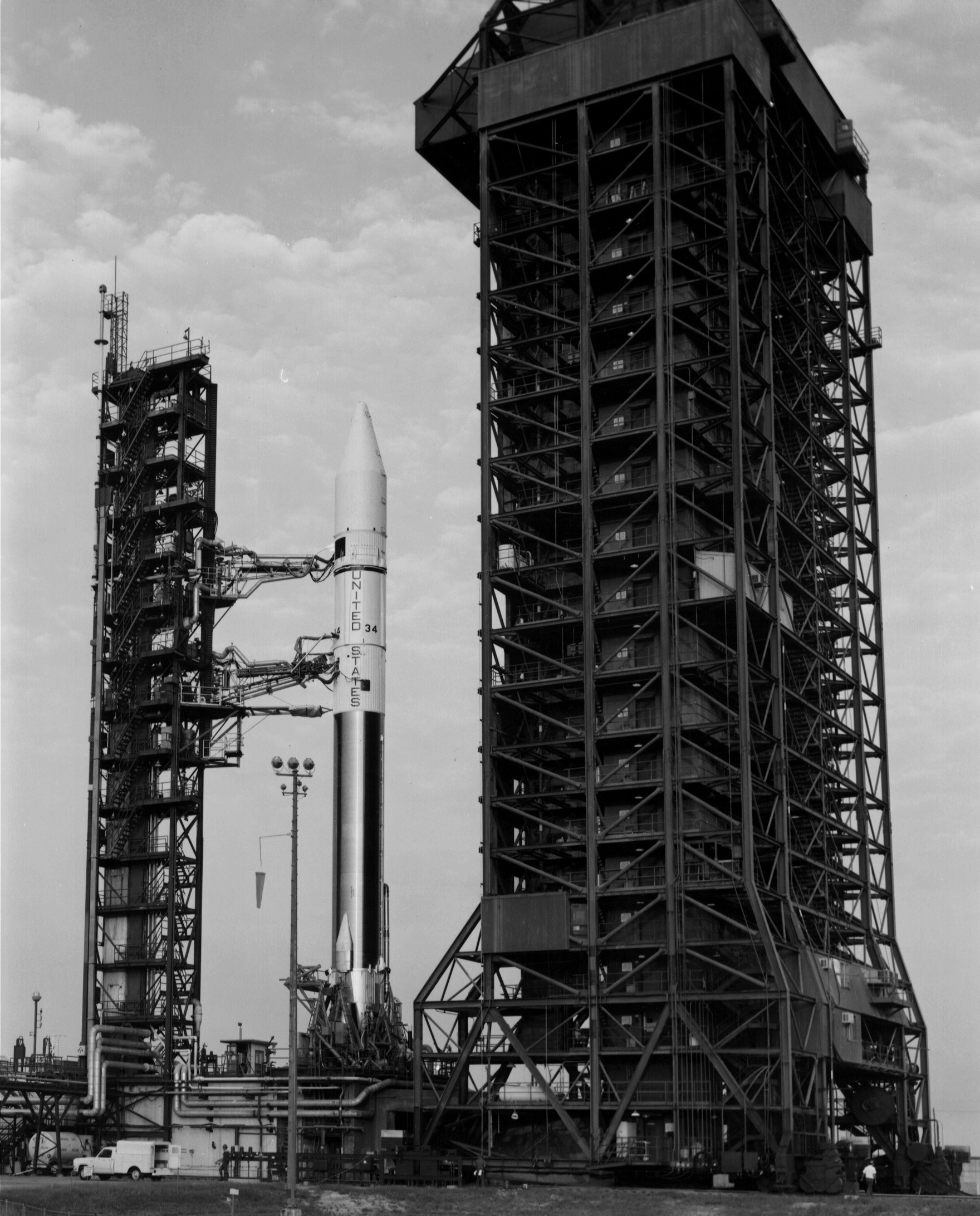
Mariner 10 staat klaar voor lancering vanaf LC-36B.

Cape Canaveral Space Force Station Lanceercomplex 36 is een Lanceercomplex op het Cape Canaveral Space Force Station (CCSFS, het eerdere Cape Canaveral Air Force Station; CCAFS) dat wordt uitgebaat door Space Florida en onderverhuurd aan Blue Origin. Sinds 2010 wordt het daarom door Space Florida vaak als Spaceport Florida Lanceercomplex 36 aangeduid. Eerder was het bekend als Cape Canaveral Air Force Station Lanceercomplex 36 of kortweg LC-36 en sinds 1997 SLC-36 (Space Launch Complex 36)
Het complex is in de jaren 1960 aangelegd voor de lancering van Atlas-Centaur-raketten en werd tot de buitenwerkingstelling van de Atlas III in 2005 daarvoor gebruikt. Voor de veel krachtiger opvolger (Atlas V) was SLC-41 in gebruik genomen. Het complex bevatte een blokhuis en twee lanceerinstallaties, LC-36A en LC-36B. LC-36A lag ten oosten van het blokhuis en LC-36B lag ten zuiden van het blokhuis. In 2010 werd het terrein door de Amerikaans Luchtmacht (USAF) overgedragen aan Space Florida, een organisatie van de staat Florida die is opgericht om de commerciële ruimtevaartindustrie in Florida te ondersteunen en promoten.

## Atlas Centaur
De Atlas was van oorsprong een intercontinentale ballistische raket (ICBM) en werd van 1958 tot 1964 voor dit doel gebruikt. Het vullen van de brandstoftanks kostte echter te veel tijd om snel en effectief ingezet te kunnen worden. Omdat deze raket naar de toenmalige maatstaven erg krachtig was en al was gebruikt om bemande Mercury-capsules in een baan om de Aarde te brengen bleek deze raket wel als lanceertuig voor kunstmatige satellieten geschikt te zijn. Er werden twee typen tweede trappen voor ontwikkeld. De Agena en de veel krachtiger Centaur. Voor Atlas-Agena werden de bestaande Atlas-lanceercomplexen LC-12, LC-13 en LC-14 aangepast en LC-11 werd na uitfasering van de Atlas ICBM buiten gebruik gesteld. Voor de grotere Atlas-Centaur werd het dubbele lanceercomplex LC-36 gebouwd. Het gebruiken van twee lanceerplaatsen voor een rakettype was in die tijd gebruikelijk. Als de ene lanceerplaats door een ongeluk beschadigd raakte bleef de andere lanceerplaats beschikbaar.
Vanaf LC-36 werden tussen 1962 en 2005 152 Atlas-Centaur-raketten gelanceerd. In 1965 viel Atlas-Centaur AC-5 enkele seconden na lancering terug op de lanceerplaats wat resulteerde in een van de zwaarste on the pad-raketexplosies ooit. Ondanks de grote explosie kostte het maar drie maanden om LC-36A te repareren. In de tussentijd was platform B in gebruik genomen.
Vanaf LC-36 werden onder meer een aantal Pioneer-missies, alle Surveyor-missies en Mariner-missies 6 t/m 10 gelanceerd. Ook ESA’s ruimtesonde SOHO werd er gelanceerd.
In 1997 besloot de USAF alle actieve lanceercomplexen die voor ruimtevaart worden gebruikt te hernoemen van Launch Complex naar Space Launch Complex. Van 1997 tot de overdracht in 2010 was de afkorting dus SLC-36. De Atlas-Centaur is een raket bestaand uit een Atlas eerste trap en een Centaur als tweede trap. De Atlas-Centaur heeft in de loop der jaren een groot aantal upgrades en revisies gehad en werd daarmee steeds groter en krachtiger. Ook de huidige Atlas-raket, de Atlas V, heeft een Centaur als tweede trap. Deze raket was echter te groot en te krachtig om vanaf SLC-36 te lanceren. Omdat het grotere Lanceercomplex 41 vrijkwam doordat de Titan IV buiten werking gesteld werd, kon Lockheed Martin daar terecht met de Atlas V. De laatste lancering vanaf SLC-36B was een Atlas III in 2005. Een jaar eerder vloog de laatste Atlas II vanaf SLC-36A. Het zou tien jaar duren voor Het terrein weer een functie zou krijgen.

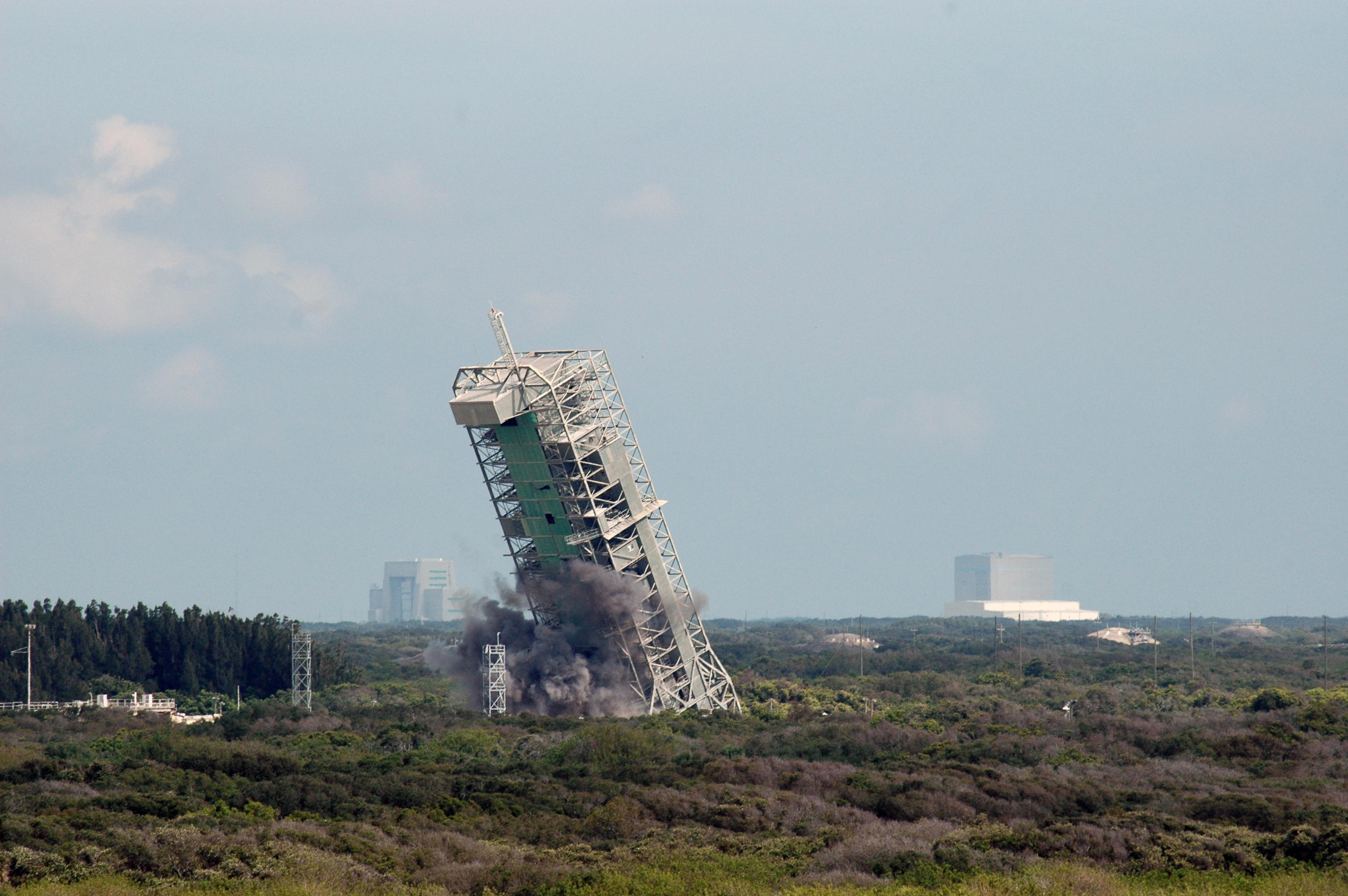
De Atlas-gerelateerde infrastructuur van LC-36 werd na deactivatie met behulp van explosieven gesloopt.

## Blue Origin
Na deactivatie in 2005 werd het complex gestript van alle Atlas-gerelateerde hardware. In 2008 waren plannen om er Athena III-raketten te lanceren, maar uiteindelijk had de USAF het complex niet meer nodig. In 2010 werd het overgedragen aan Space Florida dat het voor commercieel gebruik wilde gaan inzetten. In februari 2015 huurde Moon Express een deel van het complex voor een korte periode als testterrein.
Sinds september 2015 huurt Blue Origin LC-36 van Space Florida. In de jaren daarop zou het complex grondig worden verbouwd om er de New Glenn, een zeer zware draagraket die naar verwachting in oktober 2024 debuteert, te testen en lanceren. Naast een lanceerinstallatie zijn er ook testinstallaties gebouwd. Blue Origin heeft in 2017 ook LC-11 dat zo'n beetje aan LC-36A grenst gehuurd. LC-11 zal tot een testinstallatie voor losse BE-4 raketmotoren worden verbouwd. Door Blue Origin vrijgegeven illustraties uit 2016 gaven weer dat LC-36B de lanceerplaats zou worden, en dat aan de rand van voormalig LC-36A de horizontale assemblagehangar zou komen. van een A- en B-complex is daarmee geen sprake meer. Anno 2025 heeft Blue Origin ook de nabijgelegen inactieve complexen LC-1 t/m LC-4 en LC-12 ingebruik voor opslag van materialen.
Alle oude betonnen delen van de atlas-lanceerinstallaties waren in november 2017 verwijderd. Het betonpuin wordt hergebruikt als fundering voor de wegen die naar het nieuwe lanceercomplex leiden. Alleen het Blokhuis bleef staan maar is vanwege de grote hoeveelheid asbest in het gebouw niet te gebruiken. Op luchtfoto’s uit april 2018 was te zien dat de lanceer-en-test-installaties langzaam vorm begonnen te krijgen. Op luchtfoto’s uit september 2019 was te zien dat het betonwerk van het lanceerplatform ver gevorderd was en er was begonnen met er bouw van een horizontale integratiehangar. Ook begon de tankinstallatie die zowel het lanceercomplex als het testcomplex van brandstof voorzien vorm te krijgen. In november 2019 waren sommige in aanbouw zijnde structuren waaronder de watertoren zo hoog geworden dat ze vanaf Merritt Island goed zichtbaar zijn. Die watertoren heeft zijn eindhoogte van 107 meter in februari 2020 inmiddels bereikt en is een van de hoogste watertorens van de wereld. De bliksemafleiders zijn met 175 meter de een na hoogste bouwwerken aan de Space Coast (de bliksemafleiders van lanceercomplex-39B zijn nog 25 meter hoger) Niet alleen de watertoren is groot. Ook de horizontale integratie hangar en de lanceertoren behoren tot de grootste constructies van Cape Canaveral. Dat moet ook gezien het formaat van de New Glenn-raket. De drietraps uitvoering wordt zo’n 95 meter hoog.
De New Glenn raketten worden gebouwd in een fabriek op de industrial zone van het Kennedy Space Center. Op de bovenste verdieping van dat fabrieksgebouw komt het lanceercentrum van waaruit de lanceringen op LC-36 worden gecontroleerd. Vanaf die plek is vrij uitzicht richting het lanceercomplex.
Omdat de brug in de NASA parkway niet groot en sterk genoeg is om de trappen van de New Glenn raketten te dragen wordt de raket via een omweg van zo’n twintig kilometer langs Lanceercomplex 39A naar Complex 36 gereden. Dit vereiste diverse wegverbredingen en aanpassingen langs de route.
Op 23 februari 2021 meldde Blue Origin dat de bouwwerkzaamheden aan LC-36 bijna voltooid zijn. Twee dagen later publiceerde Blue Origin een video met een korte rondleiding op het complex. Daarin meldden ze dat lanceertoren die er is gebouwd extra groot en stevig is gemaakt omdat deze is ontworpen om in een later stadium voor bemande ruimtevluchten te worden aangepast met een toegangsarm voor ruimteschepen. In april 2022 verscheen voor het eerst een pathfinder van een New Glenn-booster op het terrein van SLC-36. Een pathfinder is een stuk hardware met de juiste maten en/of gewicht maar verder weinig functionaliteit dan te testen of een deel van de grondsystemen past en/of werkt. In het voorjaar van 2024 werd een prototype van de eerste trap op het lanceerplatform geplaatst om diverse tests uit te voeren. In het najaar van 2024 werd de tweede trap van de eerste New Glenn op het platform gestart. De andere hardware waaronder eerste trap voor de eerste vlucht arriveerde in november. Nadat op 20 en 21 november 2024 de eerste volledige New Glenn op het lanceerplatform werd geïnstalleerd werd deze aan een lange reeks tests onderworpen die op 27 december 2024 in een statische start van de eerste trap culmineerde. Op 16 januari 2025 volgde de eerste lancering.